# Isothiocyanate

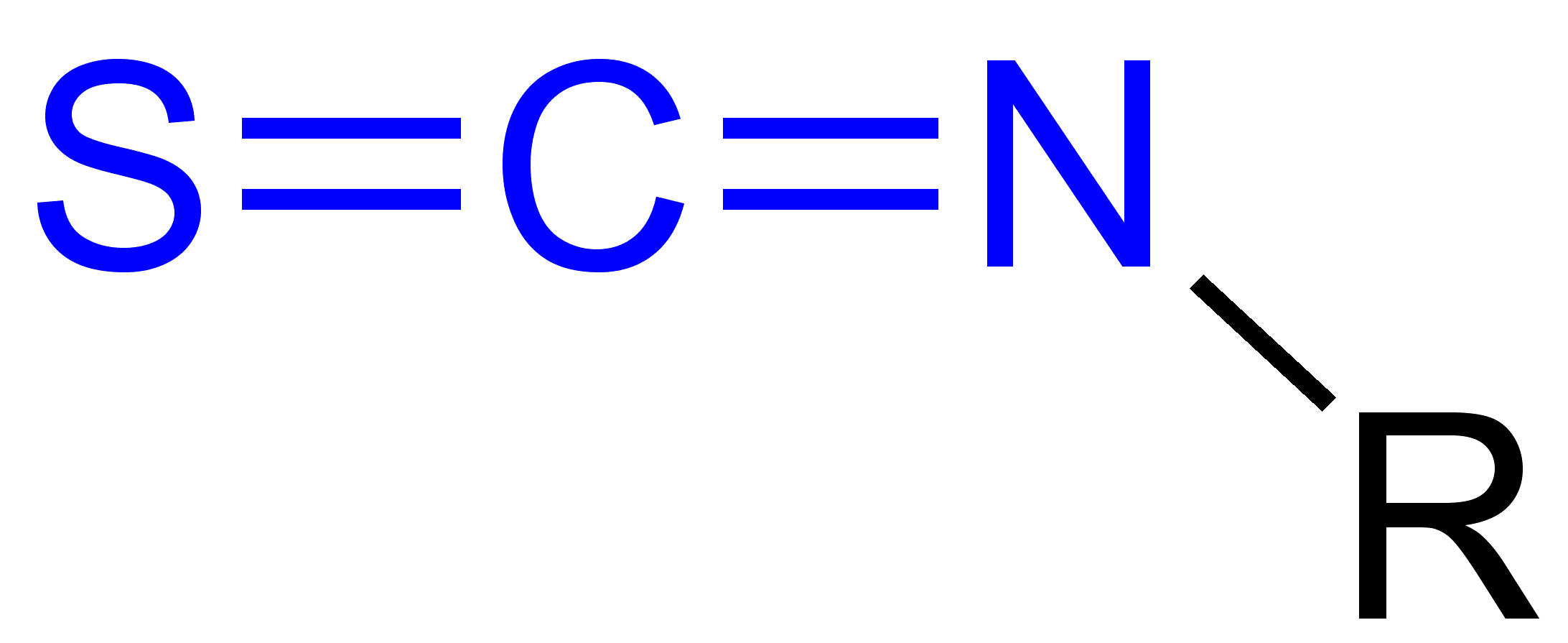
Allgemeine Struktur der Isothiocyanate. Die funktionelle Gruppe ist blau markiert.

Isothiocyanate sind chemische Verbindungen, die sich formal von der unbeständigen Isothiocyansäure (auch Isorhodanwasserstoff, H-N=C=S) ableiten. Man unterscheidet salzartige anorganische Verbindungen M[NCS] und kovalente organische Verbindungen der allgemeinen Struktur R-N=C=S, wie z. B. Methylisothiocyanat, Allylisothiocyanat und Sulforaphan. Organische Isothiocyanate heißen nach ihrem natürlichen Vorkommen auch Senföle.

## Vorkommen
In der Natur kommen sie vor allem chemisch gebunden als Senfölglycoside insbesondere in Kreuzblütlern vor und rufen nach der Abspaltung aus den Senfölglycosiden deren scharfen Geschmack hervor. Eine Übersicht über einige Pflanzen und die gebildeten Isothiocyanate ist in der folgenden Tabelle dargestellt.
| Pflanze               | Isothiocyanat                                                                                   | Quelle        |
| --------------------- | ----------------------------------------------------------------------------------------------- | ------------- |
| Brauner Senf          | V.a. Allylisothiocyanat; außerdem Benzylisothiocyanat, Methylisothiocyanat, Phenylisothiocyanat | [ 2 ]         |
| Weißkohl, Rotkohl     | Allylisothiocyanat, Methylsulfinylpropylisothiocyanat                                           | [ 3 ]         |
| Brokkoli              | V.a. (R)-Sulforaphan; außerdem Allylisothiocyanat, Indolmethylisothiocyanat                     | [ 4 ]         |
| Blumenkohl            | Allylisothiocyanat, Benzylisothiocyanat                                                         | [ 5 ]         |
| Raps                  | Allylisothiocyanat, Butylisothiocyanat                                                          | [ 6 ]         |
| Meerrettich           | Allylisothiocyanat                                                                              | [ 7 ]         |
| Rettich               | Allylisothiocyanat, Benzylisothiocyanat                                                         | [ 5 ]         |
| Knoblauchsrauke       | V.a. Allylisothiocyanat; außerdem Benzylisothiocyanat                                           | [ 8 ]         |
| Gartenkresse          | Benzylisothiocyanat                                                                             | [ 9 ]         |
| Brunnenkresse         | Phenylethylisothiocyanat                                                                        | [ 9 ]         |
| Große Kapuzinerkresse | Benzylisothiocyanat                                                                             | [ 10 ]        |
| Kapernstrauch         | Methylisothiocyanat                                                                             | [ 11 ] [ 12 ] |
| Papaya                | Benzylisothiocyanat                                                                             | [ 13 ]        |
| Zahnbürstenbaum       | Benzylisothiocyanat                                                                             | [ 14 ]        |
| Virginische Kresse    | Ethylisothiocyanat                                                                              | [ 15 ]        |

Außerdem kommen Methylisothiocyanat sowie Terpenoide mit Isothiocyanatgruppe in marinen Lebewesen (Schwämme und Bakterien) vor.

## Synthese
Organische Isothiocyanate (R-N=C=S) können aus primären Aminen (R–NH2) nach dem Prinzip der Hofmannschen Senfölreaktion synthetisiert werden.

## Eigenschaften
Mit Aminen bilden sich substituierte Thioharnstoffe. Isothiocyanate liefern bei der Umsetzung mit Alkoholen Thiourethane. In verschiedenen Tiermodellen konnte gezeigt werden, dass Isothiocyanate in der Lage sind, die chemisch induzierte Karzinogenese einer Reihe von Karzinogenen zu inhibieren. Die krebspräventiven Eigenschaften einiger Kreuzblütler werden auf die darin enthaltenen Isothiocyanate zurückgeführt.

## Anwendungen
In der Biochemie werden Isothiocyanate im Zuge eines Edman-Abbaus eingesetzt, um Peptide und Proteine Schritt für Schritt in ihre Bestandteile, die Aminosäuren, zu zersetzen und so die Aminosäuresequenz (Reihenfolge der Aminosäuren im Peptid oder Protein) zu ermitteln. Dabei werden z. B. Phenylisothiocyanat (PITC) oder  4-N,N-Dimethylaminoazobenzen-4'-isothiocyanat (DABITC) verwendet. Isothiocyanate werden zur Markierung von Proteinen und Peptiden verwendet, z. B. Fluoresceinisothiocyanat (FITC) und Tetramethylrhodaminisothiocyanat (TRITC) bei der Fluoreszenzmarkierung.

## Externe Links zu erwähnten Verbindungen
1. ↑  Externe Identifikatoren von bzw. Datenbank-Links zu Methylsulfinylpropylisothiocyanat:  CAS-Nr.: 505-44-2, PubChem: 10455, ChemSpider: 10023, Wikidata: Q27161686.
2. ↑  Externe Identifikatoren von bzw. Datenbank-Links zu Indolmethylisothiocyanat:  CAS-Nr.: 104-74-5, PubChem: 14206105, Wikidata: Q82439310.
3. ↑  Externe Identifikatoren von bzw. Datenbank-Links zu Butylisothiocyanat:  CAS-Nr.: 77012-75-0, EG-Nr.: 209-770-4, ECHA-InfoCard: 100.008.884, PubChem: 11613, ChemSpider: 11124, Wikidata: Q27122105.
4. ↑  Externe Identifikatoren von bzw. Datenbank-Links zu Fluoresceinisothiocyanat:  CAS-Nr.: 3326-32-7, EG-Nr.: 222-042-0, ECHA-InfoCard: 100.020.039, PubChem: 18730, ChemSpider: 17686, Wikidata: Q59647575.